# Mickey Redmond
Michael Edward „Mickey“ Redmond (* 27. Dezember 1947 in Kirkland Lake, Ontario) ist ein ehemaliger kanadischer Eishockeyspieler (Rechtsaußen), der von 1967 bis 1976 für die Canadiens de Montréal und Detroit Red Wings in der National Hockey League spielte. Sein Bruder Dick und sein Cousin Craig spielten ebenfalls in der NHL.

## Karriere
Während seiner Juniorenzeit spielte Redmond zusammen mit André Lacroix bei den Peterborough Petes in der Ontario Hockey Association (OHA). 
Nach einigen Spielen bei den Houston Apollos in der Central Professional Hockey League (CPHL) schaffte er im Laufe der Saison 1966/67 den Sprung in den Kader der Canadiens de Montréal. In diesem von Stars besetzten Team entwickelte er sich zu einem starken NHL-Spieler und gewann zweimal den Stanley Cup. Als die Canadiens Frank Mahovlich aus Detroit zurückholen wollten, musste er mit Guy Charron und Bill Collins zu den Detroit Red Wings wechseln.
Anfangs plagten ihn Verletzungen, doch er kämpfte sich zurück und vertrat das Team der NHL bei der Summit Series 1972. In der Saison 1972/73 gelang es ihm als ersten Spieler im Trikot der Red Wings über 50 Tore in einer Spielzeit zu erzielen, und im Jahr darauf bewies er mit 51 Treffern, dass es keine Eintagsfliege war. In der Folge plagten ihn Rückenschmerzen. Trotzdem versuchte er weiterzuspielen. Die Leistungen ließen nach und bei genaueren Untersuchungen stellte man fest, dass sein Ehrgeiz bleibende Schäden verursacht hatte. Ein Nerv, der ins Bein ging, war nachhaltig beschädigt und hinderte ihn beim Gehen.
Nach seiner Karriere als Eishockeyspieler wechselte er zum Fernsehen und kommentierte unter anderem die Sendung Hockey Night in Canada.

## Sportliche Erfolge
- Stanley Cup: 1968 und 1969

### Persönliche Auszeichnungen
- OHA-Jr. First All-Star Team: 1966 und 1967
- Red Tilson Trophy: 1967
- NHL First All-Star Team: 1973
- NHL Second All-Star Team: 1974
- Teilnahme am NHL All-Star Game: 1974